# حامية مالك اشتر (معصومية)
حامیة مالك اشتر (بالإنجليزية: Malek Ashtar Garrison)‏ هي قرية ومنشأة عسكرية تقع في إيران في قسم معصومیة الريفي. يقدر عدد سكانها بـ 231 نسمة .